# Zur Kasse, Schätzchen!
Zur Kasse, Schätzchen! (Original: Check It Out) ist eine kanadische Sitcom, die von 1985 bis 1988 auf CTV und im USA Network lief.

## Handlung und Charaktere
Der Schauplatz der Serie ist die Filiale einer fiktiven Supermarktkette namens Cobb's in Brampton. Handlung ist der chaotische Alltag der Menschen, die in diesem Laden arbeiten.
Der Filialleiter ist der brummige Howard Bannister. Er führt eine Beziehung zu seiner Sekretärin Edna Moseley, der guten Seele des Ladens. Ihm zur Seite steht der ehrgeizige stellvertretende Leiter Jack Christian. An der Kasse arbeiten die junge, desinteressierte Marlene, der homosexuelle Leslie und Jennifer. Der junge Murray räumt die Gestelle ein und fungiert als Einpackhilfe. Und schon seit 40 Jahren arbeitet Alf als Sicherheitsmann in der Filiale. Als Hauswart wirkt der ungeschickte Viker. Ab und zu kommt die Besitzerin Mrs. Cobb vorbei, später auch die ambitionierte T.C. Collingwood, welche für das Konglomerat arbeitet, an das Mrs. Cobb ihre Supermarktkette verkaufen wird.

## Produktion und Ausstrahlung
Die Sitcom basiert auf der britischen Serie Tripper's Day, welche 1984 in sechs Folgen auf ITV lief. Produziert wurde Check It Out von Taffner & Associates mit CTV und USA Network. Aufgezeichnet wurden die Folgen in Toronto vor Studiopublikum.
Die erste Folge wurde im Herbst 1985 ausgestrahlt. Nach 66 Episoden in drei Staffeln wurde die Serie eingestellt.
Eine deutsche Version wurde unter dem Namen Zur Kasse, Schätzchen! ab 1992 im Kabelkanal ausgestrahlt.

## Auszeichnung
Für ihre Rolle als Edna Moseley erhielt Dinah Christie im Jahr 1987 einen Gemini Award in der Kategorie Best Actress in a continuing role in a Comedy Series.